# Forrest Reid
Forrest Reid (Belfast, 24 de Junho de 1875 — Belfast, 4 de Janeiro de 1948) foi um escritor britânico da Irlanda do Norte. Influenciado pelo escritor Henry Arthur James deu-se a conhecer com romances de teor romântico, cobrindo temas relacionados com a adolescência, entre os quais se destaca Brian Wetsby (1934). Também foi autor de uma autobiografia (Apostate 1926) e de estudos literários.

## Principais obras
- A Garden by the Sea (1918). (Stories).
- The Kingdom of Twilight (1904).
- The Garden God - a Tale of Two Boys (1905).
- The Bracknels - a Family Chronicle (1911), revista em  (1947).
- Following Darkness (1912) (An inspiration for James Joyce's Portrait of the Artist as a Young Man).
- The Gentle Lover - A Comedy of Middle Age (1913).
- At the Door of the Gate (1915).
- The Spring Song (1916).
- Pirates of the Spring (1919).
- Pender among the Residents (1922).
- Demophon - a Traveller's Tale (1927).
- Uncle Stephen (1931).
- Brian Westby (1934).
- The Retreat (1936).
- Peter Waring (1937).
- Young Tom (1944).